# I symfonia (KV 16)

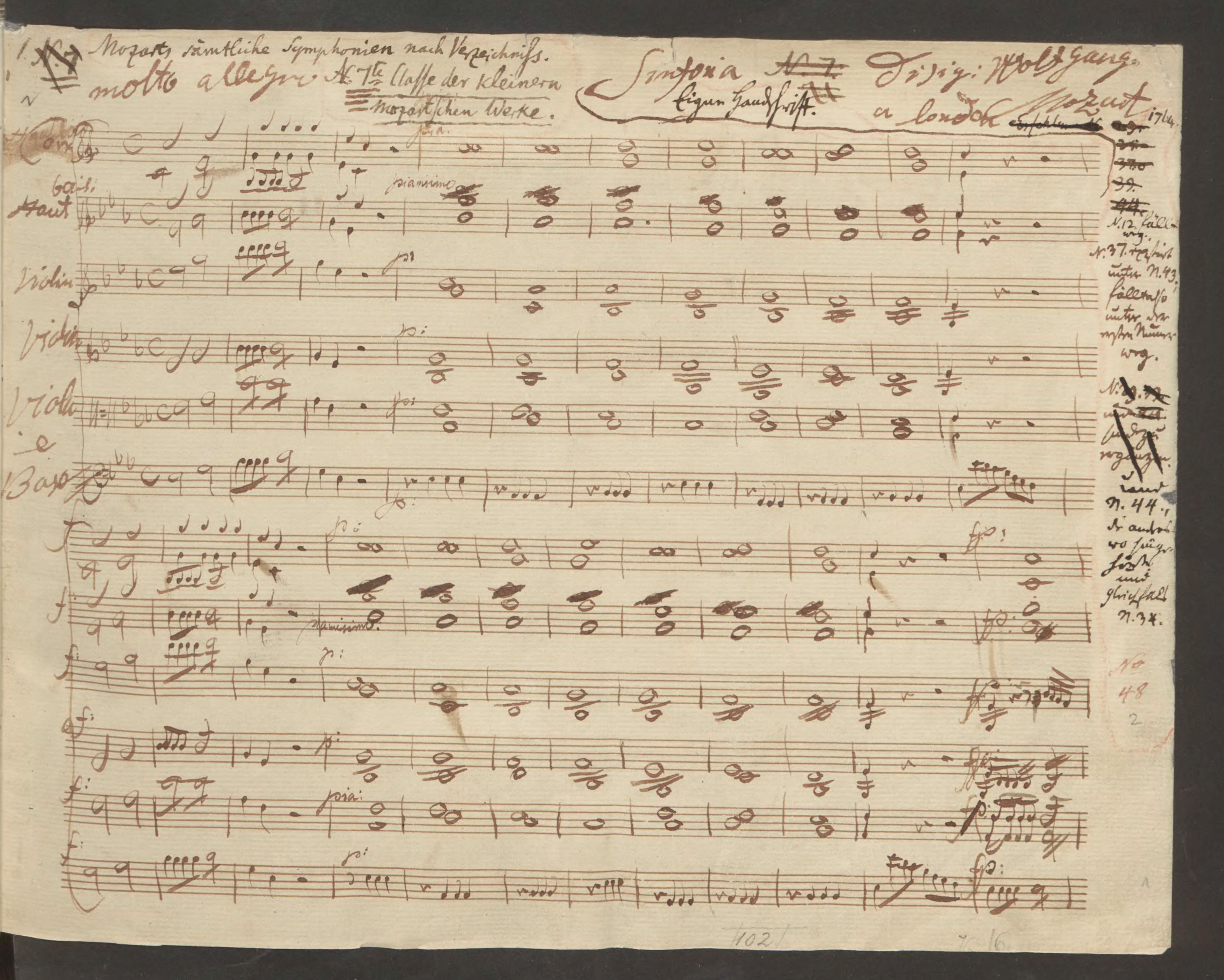
Pierwsza strona autografu I symfonii KV 16

I symfonia Es-dur KV 16 – symfonia skomponowana przez Wolfganga Amadeusa Mozarta w wieku 8 lat, w 1764 roku. Jej rękopis znajduje się obecnie Bibliotece Jagiellońskiej w Krakowie.

## Historia powstania
W 1764 roku, podczas pobytu Mozartów w Anglii, Leopold Mozart ciężko zaniemógł i rodzina przeniosła się z Londynu do Chelsea. Ponieważ dzieci otrzymały zakaz używania instrumentów, Wolfgang postanowił tam napisać swoją pierwszą symfonię. Do jej premiery doszło 21 lutego, po powrocie Leopolda do zdrowia. W związku z brakiem pieniędzy na opłacenie kopistów, ojciec kompozytora osobiście podjął się zadania rozpisania symfonii na pojedyncze partie.

## Części utworu
Symfonia składa się z trzech części:
- allegro molto
- andante
- presto

## Instrumentacja
Utwór ten został napisany na dwa oboje, dwa rogi in Es i smyczki. Współcześnie dodaje się czasami fagot i klawesyn, które wykonują wtedy partię basso continuo.